# Korpsjön
Korpsjön är en sjö i Ockelbo kommun i Gästrikland och ingår i Gavleåns huvudavrinningsområde. Sjön har en area på 0,268 kvadratkilometer och ligger 236,2 meter över havet. Sjön avvattnas av vattendraget Gavleån.

## Delavrinningsområde
Korpsjön ingår i det delavrinningsområde (675318-152559) som SMHI kallar för Utloppet av Korpsjön. Medelhöjden är 279 meter över havet och ytan är 11,52 kvadratkilometer. Räknas de 41 avrinningsområdena uppströms in blir den ackumulerade arean 228,6 kvadratkilometer. Avrinningsområdets utflöde Gavleån mynnar i havet. Avrinningsområdet består mestadels av skog (77 procent). Avrinningsområdet har 0,52 kvadratkilometer vattenytor vilket ger det en sjöprocent på 4,5 procent.